# سیارک ۱۲۴۶۸
سیارک ۱۲۴۶۸ (به انگلیسی: 12468 Zachotin، نامگذاری:1997AE18) دوازده هزار و چهارصد و شصت و هشتمین سیارک کشف شده‌است که در ۱۴ ژانویه ۱۹۹۷ کشف شد.
قدر مطلق سیارک برابر ۱۴٫۷۰ است.